# Приказ Казанского дворца
Приказ Казанского дворца (Казанская изба, Казанский приказ, Казанский дворец) — один из центральных государственных органов управления в России, в середине XVI — начале XVIII веков.
Образован в 50 — 60-е годы XVI века, для управления территориями главным образом на юго-востоке России.

## История
Образован в 50 — 60-е годы XVI века, в связи с расширением границ Русского царства. Осуществлял административно-судебное и финансовое управление территориями главным образом на юго-востоке России: Мещёрой и Нижегородским уездом (до 1587), Казанью со Средним и Нижним Поволжьем и Башкирией (со времени присоединения и до начала XVIII века), городами бывшего Астраханского ханства (в XVII веке были в ведении Посольского приказа), Урала и Сибири (с 1599 года по 1637 год — Тобольский разряд).
С момента образования Сибирского приказа до 1663 года коллегии приказа Казанского дворца и Сибирского приказа возглавляло одно лицо. В конце XVI — начале XVII вв. тот же чиновник ведал некоторыми районами Севера Европейской части России.
Приказ Казанского дворца контролировал местную администрацию, руководил составлением ясачных окладных книг и сбором натурального ясака с нерусского населения (который, как правило, доставлялся в Москву, в отличие от денежных доходов, расходовавшихся на местах).

«…адмиралтейцу Федору Матвеевичу Апраксину со товарищи… Великий государь указал нотной науки учеников двадцать девять человек, которые ведомы были в приказе казанского дворца, отослать в адмиралтейский приказ для учения на гобоях…»— Приказ Воинского морского флота, д. № 50, 1 ч., л. 366; 1703 — 1705 годов, РГАВМФ.
Ликвидирован в связи с проведением в 1708 году областной реформы Петра I.

## Административная структура

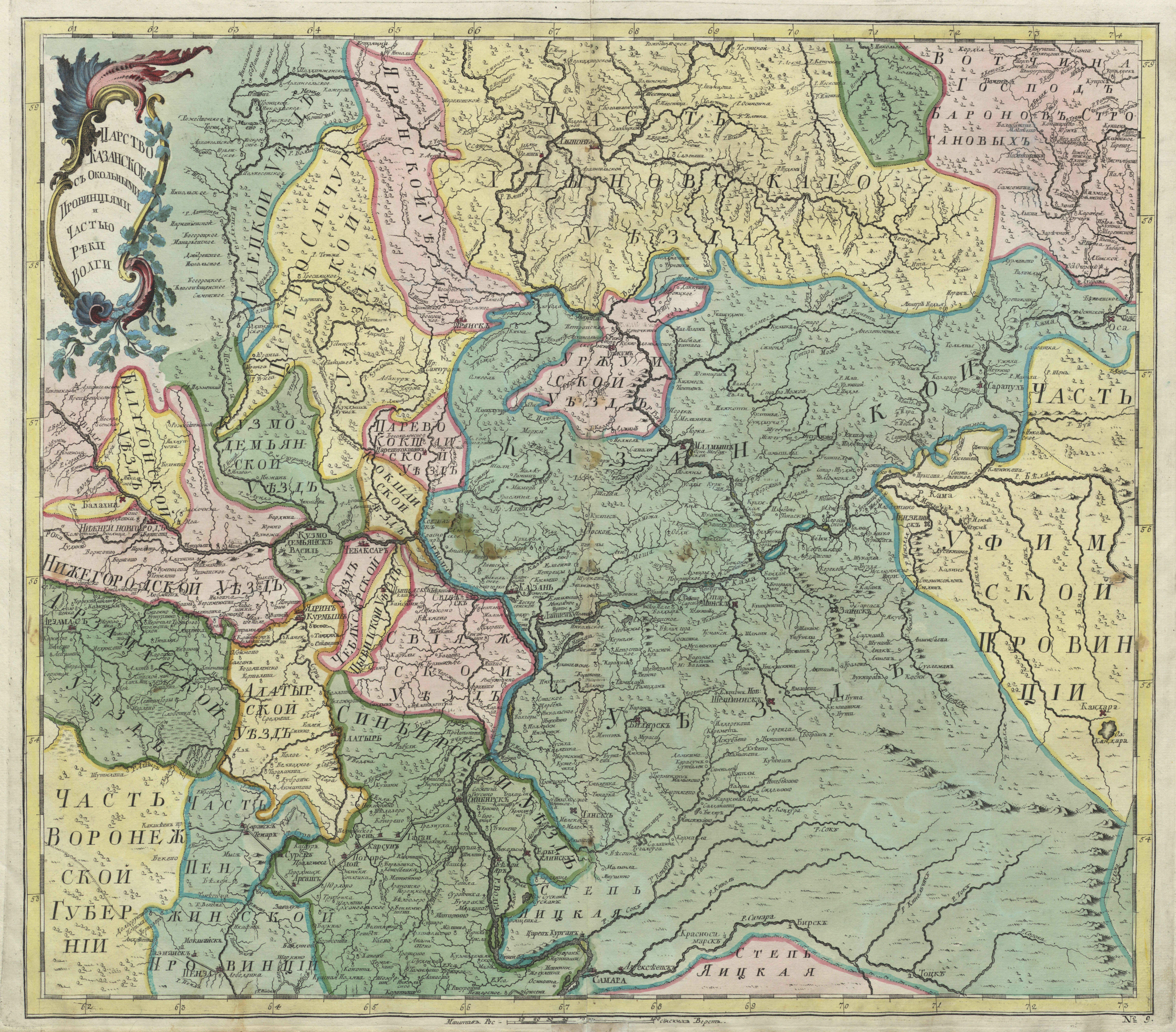
Карта уездов бывшего Казанского приказа. Атлас Российский (1745)

В 1701 году незадолго до упразднения к приказу Казанского дворца относились:
- Алатырский уезд;
- Астраханский уезд;
- Инсарский уезд;
- Казанский уезд;
- Керенский уезд;
- Козьмодемьянский уезд;
- Кокшайский уезд;
- Курмышский уезд;
- Пензенский уезд;
- Самарский уезд;
- Саранский уезд;
- Свияжский уезд;
- Синбирский уезд;
- Темниковский уезд;
- Уржумский уезд;
- Уфимский уезд
- Царевококшайский уезд;
- Царевосанчурский уезд;
- Цивильский уезд;
- Чебоксарский уезд;
- Ядринский уезд
- Яранский уезд.

## Список руководителей
- 1558—1562 М. И. Вороной-Волынский
- 1563-? Д. Р. Захарьин
- 1570—1587 А. Я. Щелканов
- 1606—1610 Андрей Иванов
- 1617—1619 А. Ю. Сицкий
- 1619—???? Д. М. Черкасский
- 1635—1643 Б. М. Лыков
- 1643—1645 Н. И. Одоевский
- 1646—1662 А. Н. Трубецкой
- 1663—1670 Ю. А. Долгоруков
- 1670—1671 Я. Н. Одоевский
- 1681—1683 Я. Н. Одоевский
- 1683—1708 Б. А. Голицын